# Il castello di Blandings
Il castello di Blandings (Blandings Castle) è una raccolta di racconti di P. G. Wodehouse pubblicata per la prima volta negli Stati Uniti nel 1935 e tradotta in italiano a partire dal 1936. 

## Storia editoriale
La raccolta originale dal titolo Blandings Castle, pubblicata negli USA il 20 settembre 1935, era costituita da sei racconti, ambientati tutti nel castello di Blandings e aventi tutti per protagonista Lord Emsworth. I sei racconti erano apparsi dapprima in riviste britanniche o statunitensi: 
1. Importanza di una zucca (The Custody of the Pumpkin) - pubblicato sul Saturday Evening Post del 29 novembre 1924 e su The Strand Magazine del dicembre 1924
2. Lord Emsworth agisce per il meglio (Lord Emsworth Acts for the Best) - pubblicato su Liberty del 5 giugno 1926 e su The Strand Magazine del giugno 1926
3. L'imperatrice di Blandings (Pig-hoo-o-o-o-ey) - pubblicato su Liberty del 9 luglio 1927 e su The Strand Magazine di agosto 1927
4. Compagnia per Gertrude (Company for Gertrude) - pubblicato su The Strand Magazine del settembre 1928 e su Cosmopolitan di ottobre 1928
5. Un uomo di successo (The Go-getter) - pubblicato su Cosmopolitan del marzo 1931 col titolo Sales Resistance e su The Strand Magazine di agosto 1931
6. L'amica di Lord Emsworth (Lord Emsworth and the Girl Friend) - pubblicato su Liberty del 6 ottobre 1928 e su The Strand Magazine  del novembre 1928

Blandings Castle fu tradotta due volte in lingua italiana e pubblicata in volume più volte ad opera di quattro editori: negli anni trenta nella traduzione di Giulia Brugiotti e dagli anni ottanta nella traduzione di Luigi Brioschi.
Nel 1936 fu pubblicata a Londra la raccolta intitolata Blandings Castle and Elsewhere contenente altri sei racconti, il primo dei quali (Mr Potter Takes a Rest Cure) aveva come protagonista Bobbie Wickham, una ragazza ricordata in altri lavori di Wodehouse come una delle temporanee fidanzate di Bertie Wooster, mentre gli altri cinque erano narrati da Mr. Mulliner, il narratore del club Anglers' Rest (Il riposo dei Pescatori):
1. Mr Potter Takes a Rest Cure - pubblicato su Liberty del 23 gennaio 1926 (col titolo The Rest Cure) e su The Strand Magazine del febbraio 1926
2. Monkey Business - pubblicato su The Strand Magazine del dicembre 1932 e su American Magazine del dicembre 1932 (col titolo A Cagey Gorilla)
3. The Nodder - pubblicato su The Strand Magazine del gennaio 1933 e su American Magazine del gennaio 1933 (col titolo Love Birds)
4. The Juice of an Orange - pubblicato su The Strand Magazine del febbraio 1933 e su American Magazine del febbraio 1933 (col titolo Love on a Diet)
5. The Rise of Minna Nordstrom - pubblicato su The Strand Magazine del marzo 1933 e su American Magazine del marzo 1933 (col titolo A Star is Born)
6. The Castaways - pubblicato su The Strand Magazine del giugno 1933

Questi ultimi sei racconti, non appartenenti alla Saga del Castello dei Blandings, non furono compresi nelle edizioni in lingua italiana intitolate Il castello di Blandings.

## Racconti
- Importanza di una zucca (The Custody of the Pumpkin)
- Lord Emsworth agisce per il meglio (Lord Emsworth Acts for the Best)
- L'imperatrice di Blandings (Pig-hoo-o-o-o-ey)
- Compagnia per Gertrude (Company for Gertrude)
- Un uomo di successo (The Go-getter)
- L'amica di Lord Emsworth

## Personaggi principali
Clarence, Nono Conte di Emsworthproprietario   del castello di Blandings, è quasi sempre in giro per il giardino della sua casa signorile, ama i fiori e la struttura tradizionale del parco; ama la tranquillità e non vorrebbe essere seccato dai familiari, in particolare le numerose sorelle e i figli; membro del Senior Conservative Club di Londra; ama le competizioni, dapprima come produttore della più grande zucca alla Fiera agricola di Shrewsbury, in seguito come allevatore della scrofa più grassa
Freddie Threepwoodfiglio cadetto di Lord Emsworth, 26 anni, si fidanza e poi sposa Aggie Donaldson, a sua volta figlia di un milionario americano proprietario della fabbrica di biscotti per cani di cui Freddie diventa venditore
Sorelle ThreepwoodNumerose. Nella raccolta ne appaiono due: Lady Constance Keeble (Connie), vedova del defunto impresario edile americano Joseph Keeble, autoritaria castellana di Blandings; Lady Georgiana Alcester, proprietaria di quattordici cani, madre di Gertrude. Ricordata anche la defunta Lady Jane, madre di Angela
Nipotirelegate temporaneamente a Blandings di solito per motivi sentimentali. In questa raccolta: Angela, figlia della defunta Lady Jane, fidanzata di  James Belford, Gertrude Alcester, figlia ventitreenne di Lady Georgiana, fidanzata del Rev. Rupert Bingham, detto Beefyi, ma infatuata del tenore dolce Orlo Watkins
Dipendenti a BlandingsSebastian Beach: maggiordomo; Mrs. Twemlow, governante; Angus McAllister, capo giardiniere scozzese; George Cyril Wellbeloved, porcaro
Sir Gregory Parsloe-Parsloeproprietario di Matchingham Hall, in prossimità di Blandings;  rivale di Lord Emsworth che lo accusa di "slealtà"

## Edizioni

### In lingua inglese
- (EN) Blandings Castle, 1ª ed., New York, Doubleday, Doran & Co, 1935.
- (EN) Blandings Castle and Elsewhere, 1ª ed., London, Herbert Jenkins, 1936.
- (EN) Blandings Castle and Elsewhere, collana Coll. The Everyman Wodehouse, London, Everyman, 2002, ISBN 9781841591193.

### Traduzioni in lingua italiana
- Il castello di Blandings: romanzo umoristico inglese, traduzione di Giulia Brugiotti, Milano, Bietti, 1936.
- Il castello di Blandings, collana Coll. BUR ; 481, traduzione di Luigi Brioschi, Milano, Biblioteca universale Rizzoli, 1984, ISBN 88-17-12481-8.
- Il castello di Blandings, collana Coll. Narratori della fenice, traduzione di Luigi Brioschi, Parma, U. Guanda, 1992, ISBN 88-7746-601-4.
- Il castello di Blandings, collana Coll. TEAdue ; 315, traduzione di Luigi Brioschi, Milano, TEA, 1995, ISBN 88-7819-876-5.